# アウトレットストア

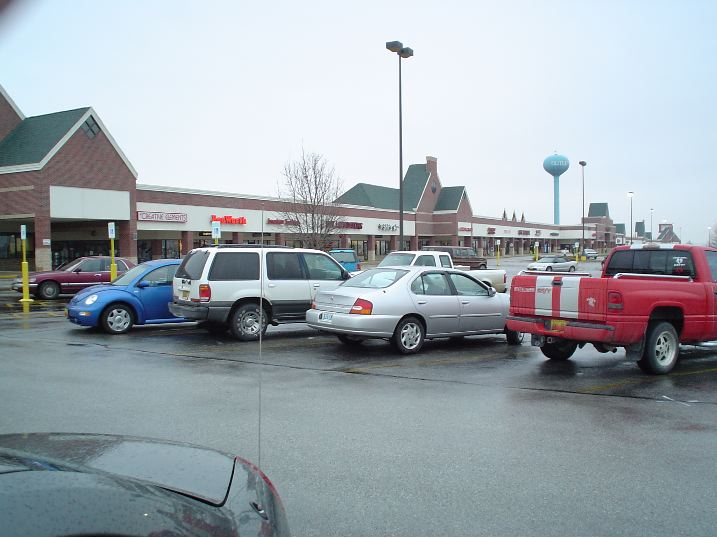
ネブラスカ州グレトナのネブラスカ・クロッシング・アウトレットモール（2004年）

アウトレットストア（英: outlet store）、またはアウトレットショップ（英: outlet shop）は、製造業者が自社製品を消費者に対して直接販売する店舗（対面販売店舗もしくはオンラインストア）。
アウトレットストアには、消費者にとって商品を通常より安く手に入れられる利点があり、各製造・販売業者にとってはブランドイメージを損なわずに在庫を処分できる利点がある。ショッピングモールの形態を取ることで、多数のブランドや業種を揃えた利便性を備えることができ、販売者は消費者に対して商品購入の選択幅を提供できる。

## 概要
アウトレット（英語: outlet）は元々英語で「出口」「放出口」の意味があり、転じて流通業界では「販路」「売り先」を指す言葉となっている。
別名のファクトリーアウトレット（英: factory outlet）、ファクトリーストア（英: factory store）が指すように、元々は工場に併設され、過剰在庫や閉店在庫、通信販売のクーリングオフ品、実用上は問題のない欠格品（いわゆる「わけあり商品」。「半端もの」「棚ずれ品」とも）などの不良在庫を処分するための店舗を開いたのが始まりである。かつての「L・L・ビーンストア」のように客が工場の製造過程を見ることができる店舗もある。
この他には、自社で商品を生産しない事業者（モール外で量販店を運営する企業など）が複数のメーカーから卸売を介さずに仕入れた、アウトレットストア用に新規に開発された品質を落として製造された商品（アウトレット専売商品、いわゆる廉価版）を扱う店舗もあり、リテール・アウトレットと称する。在庫処分目的だけでなく、新ブランド・新商品の反応を得るための市場調査目的のためにも設置される。
アウトレットストアの販売形態は、アメリカの靴製造業「デクスター・シュー・カンパニー」を興したハロルド・アルフォードが始めたといわれている

### アウトレットモール
現代では各ブランドがショッピングモールの中にテナントとして入居する事例が多く、そのようなショッピングモールは「アウトレットモール」と称される。アメリカで人気を集めている業態で、従来型のショッピングセンターに類似するが、ブランドがより高級であることが特徴。中にはメイスリッチの展開する「ファッション・アウトレット・コンセプト」のように屋内型のモールも存在する。サイモン・プロパティ・グループの展開する「プレミアム・アウトレット」は全米で67店舗を展開し、業界の首位を保っている。

## 歴史

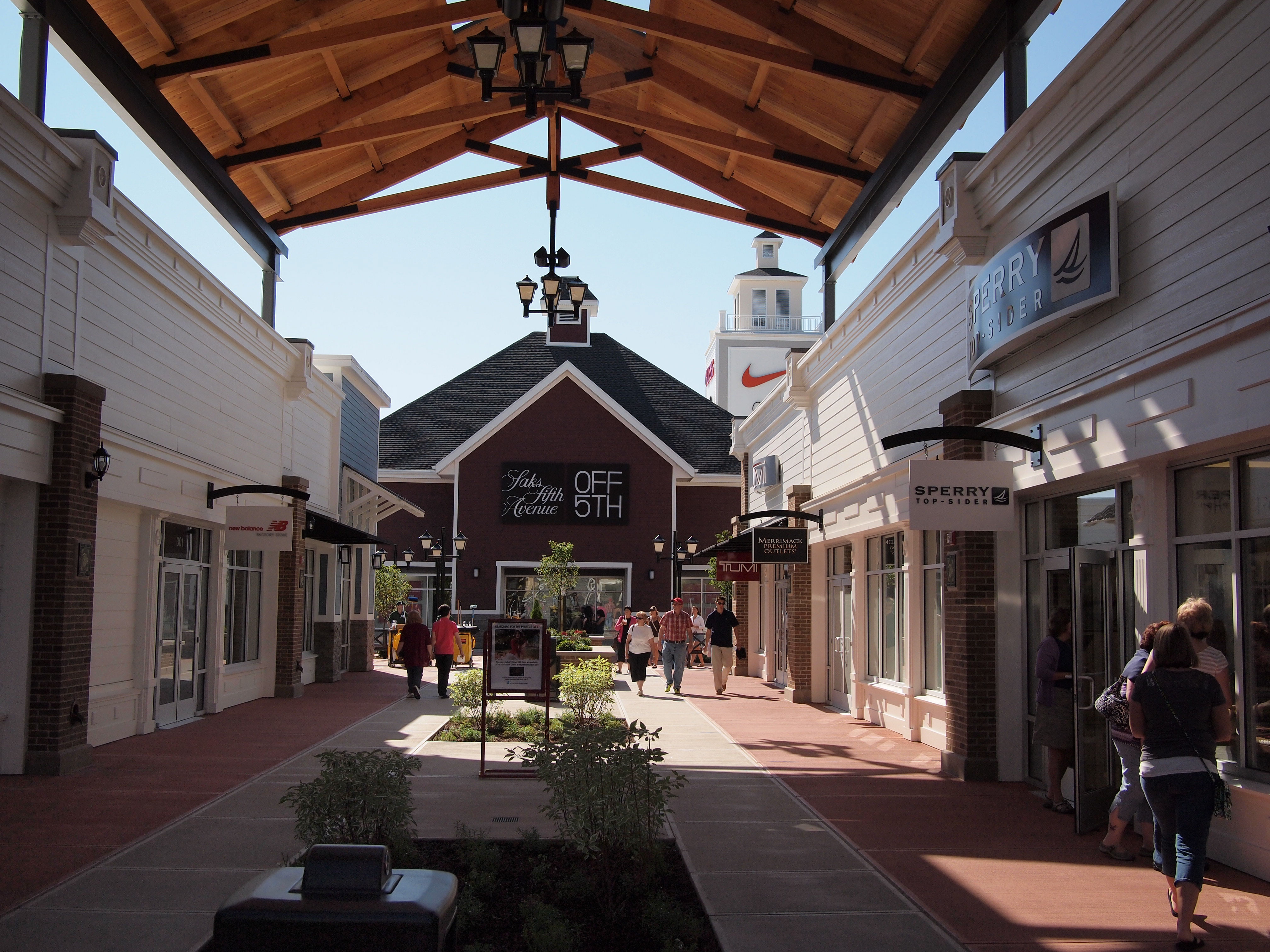
ニューハンプシャー州のメリマック・プレミアム・アウトレット（2012年）

アウトレットストアの業態は、1930年代にアメリカ東部で、工場直売店が従業員向けに、破損品や余剰品を低価格で提供したのを起源とする。その後、工場直売店は従業員以外の一般向けにも販売するようになった。 1936年、男性向けアパレルブランド「Anderson-Little」が工場とは別の独立したアウトレットストアをオープンしている。
1970年以降、特に1980年代から90年代にかけて、アメリカでアウトレットモールの業態が発展、後に世界中に広まっている。

## 通常の小売店舗との違い
アウトレットストアで扱われる製品は、わけあり商品や在庫処分を除けば、通常の店舗で販売される（高価格帯の）製品に比べて素材の質を落とし、製造工程も一部簡略化してアウトレット向けに特別に製造したものである。商品の値札には「比較（可能）価格」と書かれている場合があるが、これは通常の店舗で同様の製品を販売する際に推定される定価を示してあるものの、商品の多くはその製品が同様の価格で販売されたことはない。
通常の店舗より返品ポリシーが厳しいことが多く、一般にはアウトレットストアで購入した製品についての返品や交換はアウトレットストアでの取扱いに限定している。